# Rudi Grevsmühl
Rudi Grevsmühl (* 21. März 1930 in Münster; † 2. September 2019 in Nottuln) war ein deutscher Büttenredner im Münsteraner Karneval.

## Leben und Wirken
Hauptberuflich war Grevsmühl als Bankkaufmann tätig. 
Regionale Bekanntheit im Münsterland erlangte er durch Auftritte als Büttenredner bei der jährlichen großen WDR-Fernsehgala Westfalen haut auf die Pauke aus der Halle Münsterland und bei Prunk- und Galasitzungen im Münsterland. Die Westfälischen Nachrichten stuften ihn neben  Peter Dräger, Jovel und Schofel und Willy Eichel als einen der Büttenredner ein, die über Jahrzehnte den Karneval in Münster prägten.
Bei seinen Auftritten verkörperte Grevsmühl zeittypische Figuren wie etwa den „Aushilfskellner“, den „Gelegenheitsarbeiter“, „Straßenfeger“ oder den „Schornsteinfeger“. Thema seiner Reden waren vorrangig Alltagsbegebenheiten; er kommentierte aber auch das politische Geschehen.
Nach dem Ende seines Berufslebens zog sich Grevsmühl zunehmend aus dem Karneval zurück und trat stattdessen als Alleinunterhalter, etwa auf Kreuzfahrten, auf.
Zahlreiche Auftritte Grevsmühls sind in Fernsehaufzeichnungen der Münsteraner Fernsehgala Westfalen haut auf die Pauke erhalten, die traditionell am Dienstag nach Rosenmontag in der Sendung Alles unter einer Kappe im WDR-Fernsehen gezeigt werden.
In einer Best-Of-Sendung Das Beste aus 50 Jahren Karneval in Münster erhielten Auftritte von Grevsmühl in einem Ranking der besten Darbietungen und Büttenreden der Münsteraner Fernsehgala in den letzten 50 Jahren die Platzierungen 27 (Auftritt im Jahr 1967), 16 (1975) und 6 (1980).
Grevsmühl war verheiratet und hatte mehrere Kinder. Er starb Anfang September 2019 im Alter von 89 Jahren.

## „Abendmahl“-Kontroverse (1975)
Bundesweite Aufmerksamkeit erhielt Grevsmühl, als ihm 1975 der Bischof von Münster Heinrich Tenhumberg für einen Witz über das Abendmahl (Jesus als betrunkener „Stänkerer“) Blasphemie unterstellte. Weil sich Grevsmühl in dieser Situation vom Münsteraner Elferrat zu wenig unterstützt sah, wandte er sich im Anschluss an seine Rede im folgenden Jahr 1976 in Richtung des Gremiums mit den Worten: „Es wäre schön, wenn ihr nicht nur hinter mir sitzen, sondern auch stehen würdet.“

## Bewertung
In ihrem Nachruf würdigten die Westfälischen Nachrichten Grevsmühl als „Gesicht des münsterländischen Karnevals“: „Der große Erfolg und die frühe Bekanntheit rührten vor allem daher, dass er in seinen Reden den hintergründigen Humor des Münsterländers mit viel Selbstironie und Bauernschläue darzustellen wusste. Das gefiel, und die Zuhörer lachten [...] oftmals über sich selbst.“